# Shinrone
Shinrone (irisch Suí an Róin, deutsch wörtl.: „Sitz der Robbe“, möglicherweise Ró(i)n auch ein Eigenname) ist ein Dorf im Südwesten County Offaly im Zentrum der Republik Irland. Bei der Volkszählung 2022 lebten in Shinrone 707 Personen.

## Der Ort
Shinrone liegt am River Little Brosna. Die Siedlung liegt an der Kreuzung der R491 von Roscrea nach Cloughjordan mit der R492 nach Birr. Shinrone liegt zwischen den Mooren Cangort Bog und Kilballyskea Bog.

## Sehenswürdigkeiten
- Torhaus von Cangort Castle. Die mittelalterliche Burg wurde durch die Truppen Cromwells Mitte des 17. Jahrhunderts zerstört.
- Annaghbrook House, 1720 errichtet
- Tierney’s, 1750 errichtetes zweigeschossiges Wohngebäude mit Pub im Erdgeschoss, 1860 erneuert
- Doppelbogenbrücke über den Little Brosna von 1820
- anglikanische St. Mary’s Church von 1821 mit einem äußerst breiten Schiff
- katholische St. Mary’s Church von 1860, um 1980 erneuert

## Persönlichkeiten
- Tom Enright (* 1940), Politiker